# Joseph Gordon Coates

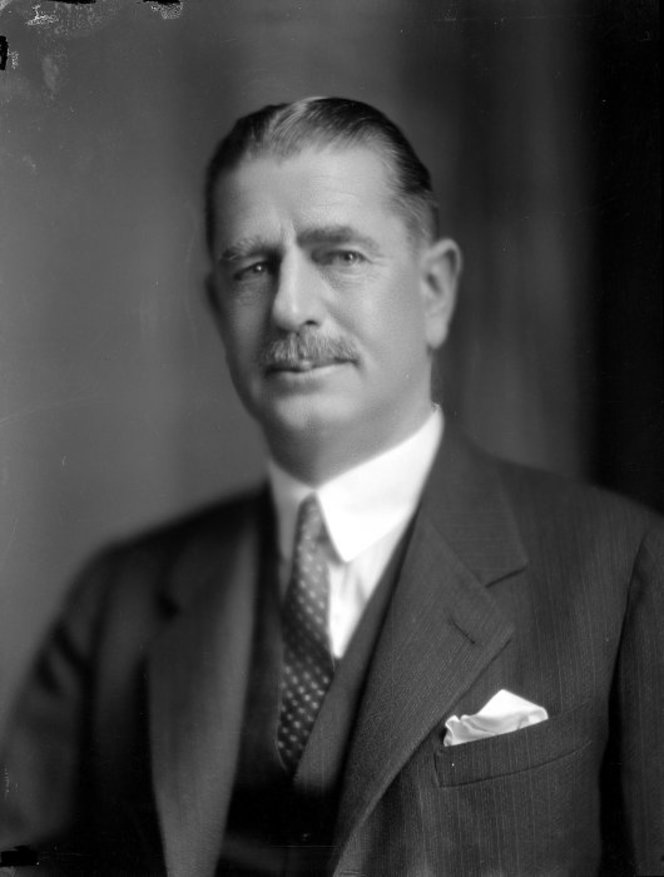
Joseph Gordon Coates (~1930)

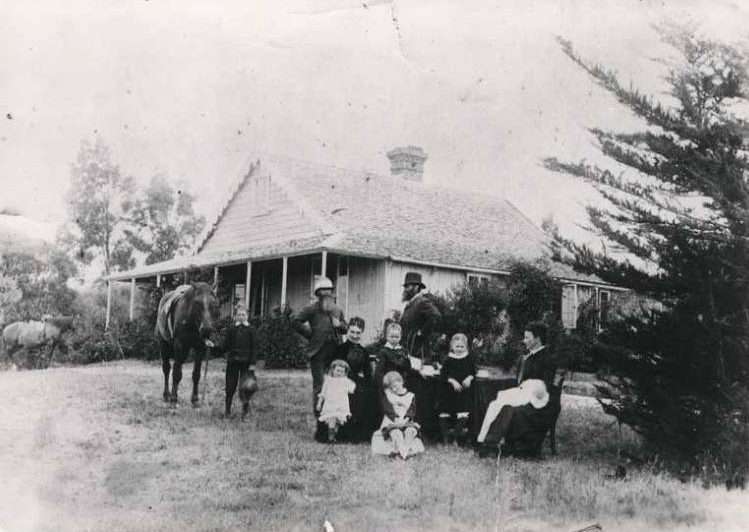
Wohnhaus von Coates

Joseph Gordon Coates (* 3. Februar 1878 bei Matakohe auf der Hukatere Peninsula, Neuseeland; † 27. Mai 1943 in Wellington) war von 1925 bis 1928 Premierminister von Neuseeland.

## Frühes Leben
Coates wurde in der Nähe von Matakohe auf der Hukatere Peninsula im Kaipara Harbour geboren, wo seine Familie eine Farm betrieb. Sein schlichtes Geburtshaus Ruatuna ist beim New Zealand Historic Places Trust als Baudenkmal der Kategorie 1 registriert.
Seine Eltern waren Edward (1843–1905), der der englischen Gentry entstammte und Eleanor (1851–1935), die 1866 nach Neuseeland ausgewandert waren. Seine Eltern gründeten auf 5196 Hektar Land, das vorwiegend von Māori gepachtet war, eine Farm. Sein Vater experimentierte mit für Neuseeland neuen Nutztieren wie Shropshire-Schafen und Hereford-Rindern, die er erstmals nach Neuseeland importierte. Im Vorbereitung der Heirat seiner Eltern wurde 1877 ein Farmhaus errichtet, in dem Coates geboren wurde.
Gordon musste bereits in jungen Jahren beträchtliche Verantwortung übernehmen, da sein Vater an Bipolarer Störung litt. Seine Grundschulbildung erhielt er an der lokalen Schule und auch seine gebildete Mutter bildete ihn aus. Er wurde ein guter Reiter, obwohl er sich ein Bein wegen eines Reitunfalles dauerhaft schädigte. Die große Māori-Bevölkerung des Gebietes führte dazu, dass Coates ihre Sprache lernte.
Als ältester Sohn wurde Coates 1900 Teilhaber der Farm. Coates soll sich mit Eva Ingall, einer Lehrerin, verlobt haben. Ihr Vater stimmte einer Heirat jedoch nicht zu, da er fürchtete seine eigene Erkrankung könne erblich sein. 1914 heiratete er 1914 Marjorie Grace Coles, mit der er fünf Töchter hatte.

## Frühe politische Karriere
Coates hatte sich als Kommandeur der Otamatea Mounted Rifle Volunteers ausgezeichnet und einen guten Ruf in seiner Wohngegend. Er kam erstmals mit der Politik in Berührung, als er 1905 in den Otamatea County Council gewählt wurde. Von 1913 bis 1916 war er Ratsvorsitzender.
Bei den Wahlen 1911 stellte sich Coates als mit der Liberal Party liierter unabhängiger Kandidat auf und zog über den Sitz des Wahlbezirkes Kaipara in das Parlament ein. Im Parlament stimmte er in der Regel mit den Liberalen und war Mitglied einer Gruppe, die es Joseph Ward ermöglichte, als Premierminister im Amt zu bleiben. Als Ward zurücktrat und von Thomas Mackenzie abgelöst wurde, schlug Coates Angebote eines Ministerpostens aus.
Allmählich distanzierte sich Coates von der Liberalen Partei, hauptsächlich wegen seiner starken Befürwortung der Eigentumsform des Fee simple für die Farmer, der die Liberalen generell ablehnend gegenüberstanden. Coates hatte diese Überzeugung aus seinen eigenen Erfahrungen mit dem Erbbaurecht (leasehold) auf der Farm seiner Familie gewonnen. Als es 1912 zu einem Misstrauensvotum kam, stimmte Coates gegen die Liberalen und half damit der Opposition der Reform Party, an die Macht zu gelangen. Im Jahre 1914 schloss er sich auch formell der Reformpartei an, tat sich jedoch nicht als Verfechter der Parteiinteressen hervor und freundete sich mit Politikern verschiedener politischer Strömungen an. Seine politischen Aktivitäten konzentrierten sich darauf, die Bedingungen im Far North District zu verbessern.
Bei Ausbruch des Ersten Weltkrieges versuchte er sich für den aktiven Dienst zu melden, aber der damalige Premierminister William Massey brachte ihn von dieser Idee ab, da die Reformpartei nur eine knappe Mehrheit hatte. Im November 1916 erlangte Coates die Erlaubnis zum Militärdienst und erhielt während seines Dienstes das Military Cross.
Als er nach Neuseeland zurückkehrte, sahen viele in ihm einen Helden. Massey berief ihn am 2. September 1919 als Justizminister, Generalpostmeister und Telegrafieminister in sein Kabinett. 1920 wurde er Minister für öffentliche Arbeiten. Ab März 1921 war Coates Minister für Angelegenheiten der Māori, wo sich seine Kenntnisse über die Māori als nützlich erwiesen. Er freundete sich mit Apirana Ngata an und arbeitete mit ihm daran, die Angelegenheiten der Māori ins Parlament einzubringen. 1923 wurde er Eisenbahnminister.

## Premierminister
Coates Bekanntheitsgrad stieg allmählich bis zu einem Punkt an, an dem er als natürlicher Nachfolger von Massey angesehen wurde. Als dieser am 10. Mai 1925 starb, wurde Francis Bell für kurze Zeit vorläufiger Premierminister, erklärte sich jedoch nicht zu einer dauerhaften Amtsübernahme bereit. Nach einer innerparteilichen Wahl auf einem Caucus wurde schließlich am 30. Mai 1925 Coates zum Premierminister berufen. Der unterlegene Kandidat der Abstimmung war William Nosworthy.
Während sich Coates durch Charisma und einen Ruf als guter Administrator auszeichnete, fehlte ihm die Fähigkeit, sich in der Öffentlichkeit gut darzustellen und sensibel die öffentliche Stimmung wahrzunehmen. Er übernahm einen großen Teil von Masseys Kabinett, obwohl die Öffentlichkeit eher neue Gesichter bevorzugt hätte. Sein pragmatischer, wenig an parteipolitischen Interessen orientierter Ansatz zur Lösung politischer Probleme missfiel einigen seiner Unterstützer, die eine strikt konservative Linie bevorzugten.
Man warf ihm zunehmend das Fehlen einer Vision für die Entwicklung Neuseelands vor. Als Minister konnte er sich auf einzelne Schwerpunktprojekte konzentrieren, als Premier erwartete man von ihm, dass er die generelle Marschrichtung vorgeben solle. Dies schien ihm nicht sonderlich gelegen zu haben. Bei den Wahlen 1925 verzeichnete die Reformpartei dennoch einen Sieg, hatte dies aber möglicherweise mehr der Organisation durch Albert Davy und den chaotischen Zuständen in der liberalen Partei zu verdanken.
Als die neuseeländische Wirtschaft unter der Weltwirtschaftskrise zu leiden begann, waren Coates und die Reformpartei erheblicher Kritik ausgesetzt. Diese richtete ich zum Beispiel gegen bestimmte als „sozialistisch“ bezeichnete Maßnahmen gegen die Depression. Albert Davy verließ die Partei, um eine neue liberale Partei, die als United Party bekannt wurde, aufzubauen. Bei den Wahlen erhielten die Reformpartei und die United Party gleich viele Parlamentssitze. Mit Unterstützung der Labour Party bildete die United Party eine Regierung, und Coates verlor seinen Posten als Premier.

## Koalition
1931 zog die Labour Party ihre Unterstützung der Reformpartei aus Protest gegen verschiedene als arbeiterfeindlich angesehene wirtschaftliche Maßnahmen zurück. Coates und die Reformpartei erklärten sich danach zu einer Koalition mit United einverstanden und verhinderten damit Neuwahlen, bei denen die Labour Party möglicherweise erhebliche Gewinne erzielt hätte. Der United-Führer George Forbes blieb Premierminister, aber Coates und seine Kollegen von der Reformpartei erhielten eine Anzahl wichtiger Posten. Coates Parteikollege William Downie Stewart wurde zum Beispiel Finanzminister.
Bei den Wahlen 1931 blieb die Koalition an der Macht, Labour gewann allerdings Stimmen hinzu. Die ökonomischen Probleme blieben jedoch bestehen und die Arbeitslosigkeit stieg. Coates stritt sich mit William Downie Stewart über die Reaktion der Regierung darauf. Schließlich wurde Coates selbst Finanzminister. Forbes als Premier wurde zunehmend desillusioniert und antriebslos, so dass Coates zunehmend die Regierungsgeschäfte betrieb. Allerdings gab es auch Gerüchte, die Coates als starken Trinker beschrieben.
Bei den Wahlen 1935 erlitt die Koalition dann eine deutliche Niederlage und erzielte nur 19 Sitze, Coates verlor sein Mandat in Kaipara.
Die Labour Party mit 35 Sitzen bildete unter Premierminister Michael Joseph Savage ihre erste Regierung.

## Spätere politische Karriere
Nach der Niederlage der Koalitionsregierung zog sich Coates weitgehend aus der Öffentlichkeit zurück. Wegen des plötzlichen Einkommensverlustes erlebte er eine finanziell schwierige Zeit. Seine Situation besserte sich durch eine beträchtliche Summe, die ihm eine Gruppe von Freunden als Dank für seine langen Dienste schenkte.
Als sich United und die Reformpartei im Mai 1936 zur National Party zusammenschlossen, war Coates Parlamentsabgeordneter. Einige seiner Unterstützer drängten ihn, die Parteiführung zu übernehmen. Andere in der Partei glaubten, dass sowohl Coates als auch Forbes zu sehr mit den wirtschaftlichen Problemen des Landes verbunden seien und die Partei neue Gesichter brauche. Forbes unterstützte Charles Wilkinson als Kandidat für die Parteiführung, Coates und seine Unterstützer wiesen diesen jedoch zurück. Sie gingen in ihrer Ablehnung so weit, dass sie mit einer Neugründung der Reformpartei drohten, sollte er den Posten bekommen. So wurde schließlich Adam Hamilton, ein früheres Mitglied der Reformpartei, mit einer Stimme Vorsprung Sieger der Abstimmung über den Parteivorsitz.
Mit Ausbruch des Zweiten Weltkrieges lud die Labour-Regierung sowohl Coates als auch Hamilton in das Kriegskabinett ein. Ihre Annahme dieses Angebots schuf einen Graben zwischen ihnen und ihren Parteikollegen der National Party. Die Partei setzte Hamilton aus diesem Grund als Parteiführer ab, und die Beziehungen zwischen Coates und dem neuen Parteivorsitzenden Sidney Holland verschlechterten sich. Coates war davon überzeugt, dass das Verfolgen der Parteiinteressen in Kriegszeiten fehl am Platze sei und versuchte Labour Party und National Party zu einer Zusammenarbeit zu bewegen. Er war erfreut, als die beiden Parteien eine Kriegsadministration gründeten, deren Exekutive das Kriegskabinett darstellte. Die Kriegsadministration brach aber rasch zusammen, als sich die National Party aus ihr zurückzog.
Coates kritisierte die National Party in aller Offenheit für ihre Entscheidung und blieb selbst im Kriegskabinett. Zu dieser Zeit entschied sich Coates, bei den nächsten Wahlen als unabhängiger Kandidat anzutreten und nicht als offizieller Parteikandidat der National Party.
Seine Gesundheit begann sich jedoch stark zu verschlechtern. Die meiste Zeit seines Lebens hatte er stark geraucht und er bekam zudem Herzprobleme. Am 27. Mai 1943 brach er in seinem Büro in Wellington zusammen und starb. Die Labour Party würdigte ihn nach dem Tode mehr als seine Kollegen von der National Party, aber Politiker aller Fraktionen des Parlamentes zollten ihm Achtung. Der australische Polarforscher Douglas Mawson benannte ihm zu Ehren den Mount Coates in der Antarktis.